# Physalis angustifolia
Physalis angustifolia ist eine Pflanzenart aus der Gattung der Blasenkirschen (Physalis) in der Familie der Nachtschattengewächse (Solanaceae).

## Beschreibung

### Vegetative Merkmale
Physalis angustifolia ist eine ausdauernde Pflanze mit einem tief unterirdisch liegenden Rhizom, das oftmals schlank und flach ist. Die Stängel werden 15 bis 60 cm hoch und sind aufrecht oder spreizen sich entlang des Bodens und sind aufsteigend. Die Stängel und Laubblätter sind meist unbehaart, nur selten sind die Blattränder mit kurzen, verzweigten Trichomen, die 1 mm lang oder kürzer sind, besetzt.
Die Laubblätter sind aufsitzend, eng spatelförmig bis linealisch-lanzettlich, sie werden 3 bis 10 (selten bis 12) cm lang und 0,2 bis 1,5 (selten bis 2) cm breit. Die Spitze ist stumpf bis spitz, der Blattrand ist ganzrandig und die Blattbasis verjüngt sich zur Sprossachse hin.

### Blüten
Die Blüten stehen an 11 bis 24 (selten bis 32) mm langen Blütenstielen. Der Blütenkelch besitzt eine Länge von 5 bis 9 (selten bis 10) mm und ist mit (selten nur 1) 1,5 bis 3,5 mm langen Lappen besetzt. Bis auf die Ränder ist er unbehaart oder gelegentlich mit kurzen, verzweigten Trichomen, die 1 mm lang oder kürzer sind, besetzt. Die Krone besitzt eine Länge von 11 bis 15 (selten 8 bis 16) mm und ist im Schlund mit ockerfarbenen bis grünen, unauffälligen Flecken gezeichnet. Die Hauptader der Kronblätter ist typischerweise purpurn oder rot gefärbt. Die Staubbeutel haben eine Länge von 2,5 bis 3,5 mm und sind doppelt so breit wie die Staubfäden.

### Früchte
Die Früchte sind orange gefärbte Beeren. Der Stiel verlängert sich an der Frucht auf 15 bis 25 (selten bis 42) mm. Der Kelch wird 2 bis 3 (selten 1,5 bis 4) cm lang und misst 1,5 bis 2,5 mm im Durchmesser. Zur Fruchtreife ist er meist orange gefärbt.

## Vorkommen und Standorte
Die Art ist im südlichen Alabama, Louisiana und Mississippi sowie entlang des zu Florida gehörenden Teils der Küste des Golfs von Mexiko verbreitet. Sie wächst auf den Dünen des Golfs und auf gestörten Böden im Sand. Auf der Halbinsel Florida hybridisiert die Art mit Physalis walteri, so dass dort Populationen mit Merkmalen beider Arten gefunden werden können.

## Nachweise
- Janet R. Sullivan: Systematics of the Physalis viscosa Complex (Solanaceae). In: Systematic Botany, Band 10, Nummer 4, 1985. S. 426–444.